# Catherineberg Ruinerne
Catherineberg Ruinerne er et ruinanlæg efter en sukkermølle og produktion af rom, placeret i Virgin Islands National Park, øst for hovedbyen Cruz Bay på øen St. John, Amerikanske Jomfruøer.
Bygningerne blev i det 18. århundrede frem til det 19. århundrede benyttet til sukkerproduktion, hvor sukkerrørene blev høstet fra de omkringliggende marker. Området blev senere til ruiner og blev en lang årrække benyttet af græssende kvæg.
Et af den tids første store slaveoprør fandt i 1733 ved Slaveoprøret på Sankt Jan, hvor de afrikanske slaver overtog øen i seks måneder. I løbet af oprøret, var Catherineberg-anlægget hovedkvarteret for Aminakrigere.
I dag ligger Catherineberg ruinerne i et beskyttet område i Virgin Islands National Park. Ruinerne blev tilføjet til US National Register of Historic Places den 30. marts 1978.